# Zawciąg jałowcolistny

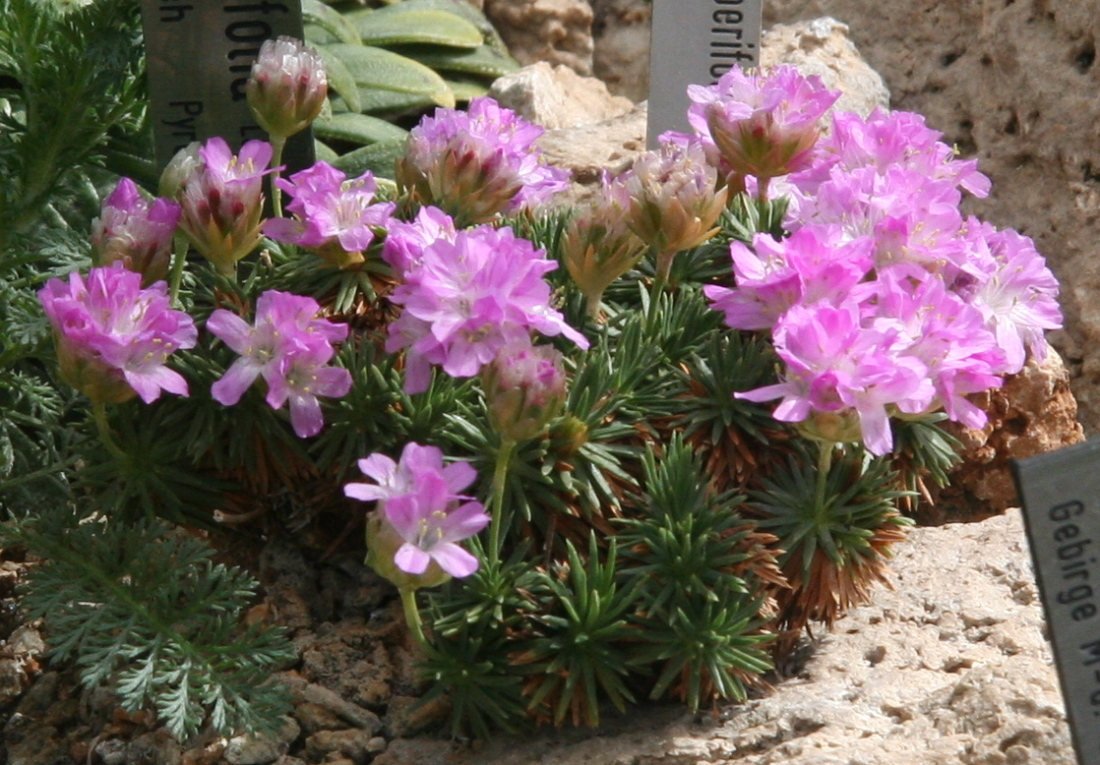
Zawciąg jałowcolistny

Zawciąg jałowcolistny (Armeria caespitosa) – gatunek rośliny należący do rodziny ołownicowatych. Pochodzi z południowej Europy (Hiszpania). W Polsce jest uprawiany jako roślina ozdobna, znajduje się też w kolekcji wielu ogrodów botanicznych.

## Morfologia
PokrójRoślina poduszkowa, tworząca wypukłe i bardzo gęste poduszki o wysokości 2–3 cm. Składają się one z pojedynczych kwiatów tworzących rozetki o średnicy 1–2 cm.
LiścieRównowąskie, igiełkowe, wyłącznie jako liście różyczkowe. Są zimotrwałe.
KwiatyZebrane w główkę wyrastającą na cienkiej szypułce na szczycie łodygi. Pojedyncze kwiaty są promieniste, różowo-czerwone. Szczególnie zbite głowki kwiatów występują u kultywara `Bevan`s Variety`.

## Biologia i ekologia
Bylina, hemikryptofit. Kwitnie w maju.

## Uprawa
Szczególnie nadaje się do ogrodów skalnych, na obwódki rabat i na wrzosowiska. Najlepiej rośnie na piaszczysto-gliniastej glebie o lekko kwaśny odczynie i na słonecznym stanowisku. Wymaga umiarkowanej wilgotności, źle toleruje nadmiar wody w glebie. Dlatego też warstwę gleby należy zdrenować żwirem, a w czasie deszczowej jesieni należy zabezpieczyć go przed nadmiarem wody.
Jest wystarczająco mrozoodporny. Rozmnaża się go przez podział kępek. Można też ukorzeniać pojedyncze roślinki oderwane od poduszki, najlepiej w piaszczystym podłożu w inspekcie. Najlepiej robić to po przekwitnięciu roślin, ukorzenia się dość trudno.